# 戈申 (印地安納州)
戈申（英語：Goshen）是一個位於美國印地安納州埃爾克哈特縣的城市。根據2010年美國人口普查，該地人口為15,038人，而該地的面積約為44.10平方千米。同時該地也是埃爾克哈特縣的縣治。

## 地理
戈申的座標為41°34′55″N 85°50′12″W / 41.58194°N 85.83667°W，而該地的平均海拔高度為244米（即801英尺）。